# هايلي مكفارلاند
هايلي مكفارلاند (بالإنجليزية: Hayley McFarland)‏ هي مغنية وممثلة أمريكية، ولدت في 29 مارس 1991 في الولايات المتحدة. بدأت مشوارها المهني سنة 2006.

## أعمال

### أفلام
- (2007) جريمة أمريكية
- (2008) مخلوقات مجنحة
- (2013) الشعوذة[5]

### مسلسلات
- اكذب علي
- بنات غيلمور
- بوشنغ ديزيز[6]
- تشريح غراي
- عقول إجرامية

## وصلات خارجية
- هايلي مكفارلاند على موقع IMDb (الإنجليزية)
- هايلي مكفارلاند على موقع روتن توميتوز (الإنجليزية)
- هايلي مكفارلاند على موقع ألو سيني (الفرنسية)
- هايلي مكفارلاند على موقع أول موفي (الإنجليزية)
- هايلي مكفارلاند على موقع قاعدة بيانات الأفلام السويدية (السويدية)
- هايلي مكفارلاند على موقع قاعدة بيانات الفيلم (الإنجليزية)
- هايلي مكفارلاند على موقع كينوبويسك (الروسية)